# Metulla
Metulla (in ebraico: מְטֻלָּה Metullà) è una città del Distretto Settentrionale di Israele. Situata al confine con il Libano si trova tra le città bibliche di Dan, Abel Bet Maacah, e Ljon.